# Mary Kay Bergman
Mary Kay Bergman (Los Angeles (Californië), 5 juni 1961 – West Los Angeles (Californië), 11 november 1999) was een stemactrice met talrijke rollen in films, computerspelen, reclames en op televisie. Ze is vooral bekend door het inspreken van de stemmen van diverse personages in de animatieserie South Park.

## Biografie

### Persoonlijk leven
Bergman werd geboren in Los Angeles, Californië. Ze werd geboren in een Joodse familie, maar was zelf niet praktiserend. In de jaren 70 raakte ze gefascineerd door het christendom en bekeerde zich uiteindelijk tot het katholicisme. Wel is ze altijd trots gebleven op haar Joodse afkomst, ze noemde zichzelf dan ook 'katholieke Jood'.

### Carrière
Bergman is onder meer bekend door het inspreken van de stem van vrijwel alle vrouwelijke personages in de animatieserie South Park en in de film South Park: Bigger, Longer & Uncut. Haar personages waren onder andere Liane Cartman (moeder van Eric), Sharon Marsh (moeder van Stan), Sheila Broflovski (moeder van Kyle), Mrs. McCormick (moeder van Kenny) en Wendy Testaburger.
De eerste afleveringen na haar dood, Mr. Hankey's Christmas Classics en Starvin' Marvin in Space, werden aan haar opgedragen.
Verder heeft Bergman geparticipeerd in meer dan 400 tv-spotjes en meerdere Disneyfilms: onder andere Belle en het Beest, De klokkenluider van de Notre Dame, Hercules en Toy Story 2. Ook sprak ze de stem in van Jay Jay the Jet Plane, Daphne Blake in Scooby-Doo en Timmy Turner in The Fairly OddParents. Volgens IMDb was de laatste film waar ze aan meewerkte Balto 2: De zoektocht.

## Filmografie

### Film
- 1991: Beauty and the Beast
- 1996: The Hunchback of Notre Dame
- 1997: Hercules
- 1997: Annabelle's Wish
- 1998: Batman & Mr. Freeze: SubZero
- 1998: Mulan
- 1998: Scooby-Doo on Zombie Island
- 1998: Rusty: A Dog's Tale
- 1999: South Park: Bigger, Longer & Uncut
- 1999: De ijzeren reus
- 1999: Scooby-Doo and the Witch's Ghost
- 1999: Toy Story 2
- 2000: Scooby-Doo and the Alien Invaders
- 2000: Christmas in South Park
- 2001: Lady en de Vagebond II: Rakkers Avontuur
- 2001: Jimmy Neutron: Wonderkind

### Televisie
*Exclusief eenmalige gastrollen
- 1992–1993: De kleine zeemeermin
- 1992–1996: Captain Planet and the Planeteers
- 1993: Family Dog
- 1995: The Twisted Tales of Felix the Cat
- 1995: The Tick
- 1997–1999: South Park
- 1997: Extreme Ghostbusters
- 1998–1999: The Secret Files of the SpyDogs
- 1999–2000: Men in Black: The Series

## Dood
Bergman pleegde zelfmoord op 11 november 1999 in Los Angeles. Ze was depressief. Haar man Dino Andrade heeft daarna het Mary Kay Bergman Mermorial Fund opgericht dat samenwerkt met het Suicide Prevention Center van het Didi Hirsch Community Mental Health Center.